# Institut J. Craig Venter
L'Institut J. Craig Venter (J. Craig Venter Institute) est un institut de recherche américain en génomique, créé en octobre 2006 par le regroupement de plusieurs institutions antérieures :
- l'Institut de recherche génomique (The Institute for Genomic Research, TIGR), fondé en 1992 ;
- le Centre pour l'avancement de la génomique (The Center for the Advancement of Genomics, TCAG) ;
- la Fondation scientifique J. Craig Venter (The J. Craig Venter Science Foundation) ;
- le Centre commun technologique (The Joint Technology Center) ;
- l'Institut des alternatives biologiques pour l'énergie (the Institute for Biological Energy Alternatives, IBEA).

John Craig Venter (1946-) est un biotechnologiste et homme d'affaires américain, qui s'est illustré dans la course au séquençage du génome humain grâce à une technique innovante.